# La Caleya
La Caleya. Conceyu de falantes y amigos del Asturllionés (en español La Calleja. Concejo de hablantes y amigos del asturleonés), es como se conoce a esta asociación que nació en Astorga (España) en el año 1998, con el propósito de promocionar la cultura tradicional leonesa.

## Razón de ser
La Caleya tiene como objetivo principal llevar a la calle una actitud positiva de respeto y valoración de toda la cultura tradicional y autóctona leonesa, incluyendo a la lengua como un aspecto principal de ella. Esta asociación aboga por la no politización de la lengua y considera que leonés, asturiano y mirandés son la misma lengua, motivo por el cual apuesta por la denominación de "asturleonés" para denominarlos conjuntamente.

## Actividades
Las actividades de La Caleya se caracterizan por contribuir al conocimiento de la lengua asturleonesa y la cultura de león. En ese sentido realiza jornadas, cursos, conferencias, seminarios y debates, así como certámenes literarios y encuentros de música tradicional.

### Concurso de cuento tradicional leonés
La Caleya realizó entre los años 1998 y 2003 un concurso literario de cuento tradicional leonés en colaboración con la Consejería de Cultura de la Junta de Castilla y León, la Diputación de León a través del Instituto Leonés de Cultura y el Ayuntamiento de Astorga. Este concurso estaba dirigido a escolares de hasta 14 años de la provincia de León. Los objetivos principales de este concurso fueron fomentar la transmisión oral de padres a hijos, y de abuelos a nietos, de los cuentos tradicionales leoneses, premiar la calidad de la redacción escrita por los niños y jóvenes, y contribuir a la valoración y difusión de la Lengua Asturleonesa. Las redacciones podían realizarse en cualquiera de las modalidades lingüísticas propias de León (leonés, gallego o castellano). Los relatos ofrecían el interés añadido de conservar las expresiones propias de diferentes comarcas de León y en algunos casos de estar compuestos por los niños utilizando las hablas minorizadas de la lengua asturleonesa o del gallego de la franja de Ancares y Villafranca del Bierzo. Como resultado de esta labor pedagógica en el año 2006 se editó el libro Cuentos populares leoneses (escritos por niños).

### Certámenes literarios
- I Certamen de relatos cortos La Caleya 2007:[5] La asociación cultural La Caleya y el Ayuntamiento de Astorga dieron el día 29 de marzo los premios correspondientes. Entre los premiados hubo autores de casi todas las regiones del dominio lingüístico asturleonés. El primer premio se lo llevó el cuento El Cascabelicu del autor Xosepe Vega. El segundo fue para la obra Cachines de la vida del bandoleiru Lobo Parandones, de Emilio Gancedo, periodista del Diario de León. El tercer premio fue a parar a Hestoria d'una culebrina atinada, de Francisco Javier Pozuelo Alegre, autor de Villarejo de Órbigo. Y el cuarto premio fue compartido entre: Álvaro Lobato Fuertes, de Santa María de la Isla, por Querer un tiempu nun val; María Rosario Martínez Domínguez, de La Bañeza, por Carta ensin sellu; María José Zurrón de Estal, de San Martín de Castañeda, por Sabel, Sabel, Sabelica; Alfredo Hernández Rodríguez, de Zamora, por Brancafror, la fiya del Demoniu; y el autor gijonés Inaciu Galán y González por El ruíu que facíen les piedrines.

- II Certamen Literario La Caleya 2008:[6] El sábado 24 de enero los miembros del jurado, el escritor, filólogo y antropólogo de Palacios del Sil Roberto González-Quevedo; el filólogo leonés Héctor García Gil y el escritor asturiano de origen berciano Xuan Bello dieron el primer premio en la categoría de relato a Jonatan Rodríguez por El castigu de San Juanicu.[7] El segundo fue para la obra Prigueirín, de Florentino Carbajo. El tercer premio fue a parar a Lluna, de Miguel Gelado. El cuarto fue para Jesús Ángel González por García de León. Y el quinto premio fue compartido entre: José Antonio Falagán, por Los maquis; Abel Martínez, por Una sala ensin ventanes; Nicolás Bartolomé, por Déjà vu; y María José Zurrón por San Juan. En la categoría de poesía el ganador fue Emilio Gancedo por Un país de vinu y lleiche.[8] El segundo premio fue a parar a Las palabras del monte, de Rubén García. El tercero fue para Rosario Martínez por Lu que m'avera de ti. Y el cuarto para la obra Milenta orvallos de Álvaro Pérez.

- III Certamen Literario La Caleya 2009:[9] El sábado 26 de diciembre se entregaron los premios en las modalidades de relato breve y poesía. En la primera, quedó desierto el primer premio, mientras que el segundo, tercero y cuarto correspondieron, respectivamente, a David Andrés de Val de San Lorenzo, Álvaro Lobato de La Isla y Pablo Martínez. En la modalidad de poesía, el primer premio fue para Gumersindo García y el segundo para Juan Andrés Oria, mientras que el tercero y el cuarto quedaron desiertos.

### Encuentros de Música Tradicional Leonesa "Gaiteiros y Tamboriteiros"

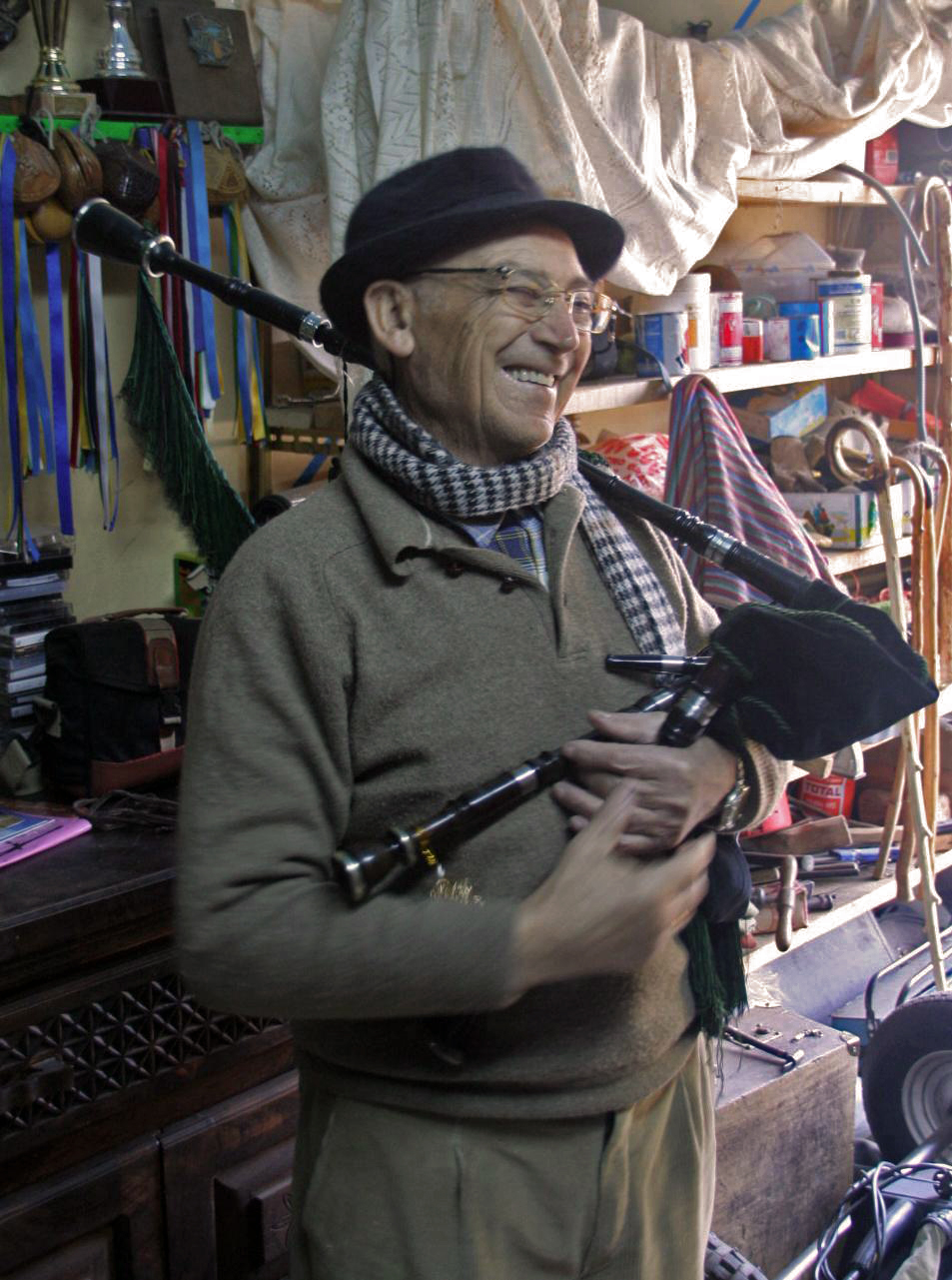
Moisés Liébana, gaitero cabreirés.

Desde el año 1998 La Caleya viene organizando en Astorga unos encuentros de música tradicional anuales. Sus objetivos principales son recuperar y fomentar la música tradicional, y propiciar el encuentro entre músicos tradicionales para que se conozcan, se relacionen y sintonicen. Esta asociación manifiesta la necesidad de seguir avanzando y adoptando una serie de medidas que satisfagan las necesidades ineludibles para el desarrollo de este aspecto de la cultura leonesa.
Entre ellas señala las siguientes:

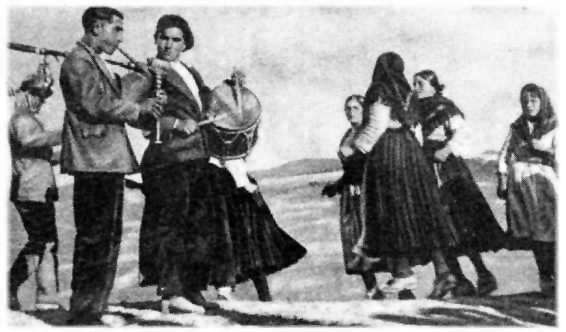
Gaitero y bailes tradicionales en Corporales (León). Año 1932.

- Hacer el inventario de los músicos tradicionales leoneses.
- Confeccionar la guía de músicos tradicionales disponibles para fiestas, celebraciones y otros eventos.
- Proporcionar medios de formación para poder realizar la tarea de recogida y recopilación de temas, canciones, etc, con garantías científicas.
- Confeccionar una web que sirva de escaparate de la música y la cultura tradicional de León.
- Educar al pueblo, empezando por los políticos, para que no permitan que en ningún pueblo leonés se celebre una fiesta sin la presencia del gaitero y el tamboritero.

Estos encuentros han servido para reconocer el mérito de algunos músicos que han mantenido vivo el folclore tradicional. Es el caso del gaitero de Corporales (León), Moisés Liébana, quién fue uno de los gaiteros más veteranos de la provincia, y que falleció en enero del 2011 a los 81 años de edad. A él se debe (junto con el grupo folclórico Danzantes de La Cabrera) la recuperación de las Danzas del Rey Nabucodosor, uno de los paloteados más característicos de la comarca de La Cabrera. Otro de los músicos, y también escritor, más polivalentes que han participado en varias actividades de La Caleya es Francisco Javier Pozuelo Alegre, de Villarejo de Órbigo. Este músico es luthier y se fabrica artesanalmente sus propios instrumentos, que luego utiliza en sus actuaciones musicales. Entre otros instrumentos toca y fabrica la chifla y tamboril, rabel, zanfoña, panderetas y panderos, pitos (castañuelas en castellano), arpa, y en especial la gaita leonesa, la cual ha recuperado como artesano ya que antiguamente cada gaitero se fabricaba su propia gaita y en las últimas décadas se había perdido esa tradición.

### Cursos de Lengua y Cultura Leonesa
La Caleya realiza desde hace muchos años una interesante labor en la promoción, defensa y divulgación del patrimonio cultural leonés , destacando la organización de cursos de lengua leonesa de forma continuada o de charlas divulgativas sobre el patrimonio lingüístico.

#### Cursos realizados
- Curso en Ponferrada. Año 2009.
- Cursos en Astorga. Años 1997-2005 y 2007-2009.
- Cursos en Corporales (Comarca de La Cabrera). Años 1999 y 2000.
- Aula de Cultura Cabreiresa. Astorga. Años 2000 y 2001.
- Jornadas leonesas de estudios lingüísticos.

### Encuentros de cultura leonesa

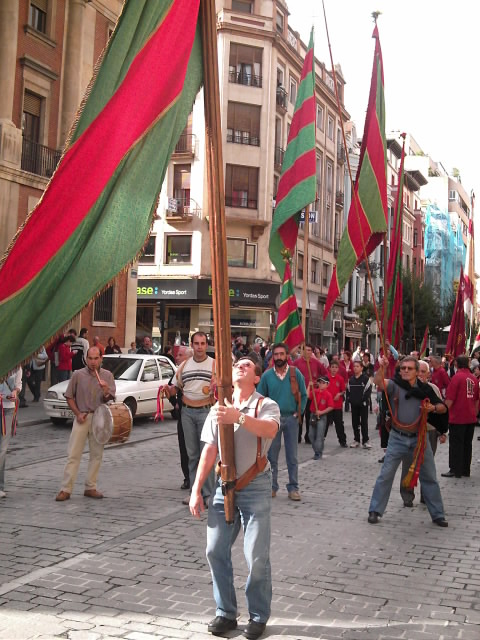
Exhibición de pendones leoneses

Estos encuentros suelen contar con diversas actividades entre las que destacan la concentración de pendones leoneses, la presencia de expositores de las asociaciones culturales participantes en el encuentro y de artesanos, firma de libros de temática leonesa, música y bailes tradicionales e incluso degustaciones gastronómicas. En palabras de su secretario, Ricardo Pomar, La Caleya pretende ofrecer en un contexto festivo y celebrativo la posibilidad de que las asociaciones culturales leonesas se encuentren, se conozcan e intercambien información acerca de sus respectivas asociaciones, objetivos, actividades y proyectos.
- Astorga. Año 2009.
- Corporales. Año 2000.
- Quintana del Castillo. Año 1999.
- Molinaferrera. Año 1998.

### Otras actividades
- Club de montaña Grupu Montexu.

## Publicaciones
- Cuentos populares leoneses (escritos por niños).[4][20]
- Fruto de la colaboración entre las asociaciones culturales La Caleya y Facendera pola Llengua se editó en 2009 El Prencipicu,[21][22] versión en dialecto cabreirés de la obra del escritor francés Antoine de Saint-Exupéry El Principito. Este libro surge como consecuencia de la labor pedagógica realizada con los alumnos cabreireses de la Residencia de Estudiantes de Astorga dentro de la llamada Aula de Cultura Cabreiresa.
- Uno de los alumnos del Aula de Cultura Cabreiresa, Jonatán Rodríguez Bayo, realizó un trabajo de recopilación de vocabulario cabreirés que fue publicado en el 2007 con el título de Vocabulariu de La Baña. Academia de la Llingua Asturiana.ISBN 978-84-8168-427-8.[23][24]
- Boletín de la asociación.

## Polémicas
En marzo de 2009 surgió una polémica debido a unas declaraciones del presidente y portavoz de la asociación El Toralín (afín a la organización política Conceyu Xoven), acusando a la Academia de la Lengua Asturiana de "mamporrero" del nacionalismo lingüístico asturiano más intransigente y radical al haber proporcionado dicho organismo material para un curso impartido por la asociación cultural de Astorga La Caleya, indicando de igual manera que dicha iniciativa suponía caso de injerencia y extralimitación en las funciones de la academia, alegando que ésta no era más que un organismo del Principado de Asturias cuyo ámbito de actuación se circunscribe a dicho marco geográfico.

La Academia de la Lengua Asturiana respondió a El Toralín aclarando que el curso estaba organizado por una asociación cultural leonesa, La Caleya y que el profesor era un filólogo leonés (Héctor García Gil, escritor en lengua leonesa y fundador de la asociación cultural Facendera pola Llengua) que iba a dar las clases respetando las variantes dialectales habladas en el Bierzo. Según la ALLA el único cometido de la Academia fue facilitar los materiales didácticos. De hecho una de las críticas que vertió El Toralín fue que el curso no era de leonés, sino de asturiano, sin embargo el cartel que anunciaba el curso hablaba de Cursu de llingua asturllionesa. En este aspecto la ALLA declaró que para esta institución leones o asturiano son denominaciones de una misma lengua, y que en este caso el curso se iba a impartir en la variedad leonesa. En palabras de la Academia de La Lengua Asturiana recalcó que “únicamente es un ejercicio de colaboración, de la misma manera que si nos llaman para dar una conferencia", "ni nos metemos con la política lingüística ni tomamos ninguna iniciativa", "la Academia es respetuosa con las políticas lingüísticas de otras comunidades autónomas, igual que exige respeto para las de Asturias por parte de otros territorios".